# Rolf Simon-Weidner (Künstler)
Rolf Simon-Weidner (* 23. Dezember 1951 in Darmstadt) ist ein deutscher Keramiker und Maler. Weidner lebt und arbeitet in Kiel.

## Leben und Wirken
Von 1972 bis 1978 belegte Weidner ein Studium an der Muthesius Kunsthochschule in Kiel bei Johannes Gebhardt. Von 1980 bis 1984 folgte ein Studium an der Staatlichen Akademie der Bildenden Künste Stuttgart bei Uli Günther. In dieser Zeit erhielt er ein Stipendium der Foundation Karolyi, Vence, Frankreich.
1996 besuchte er ein Internationales IRIS-Seminar in Porvoo, Finnland. 1997 hielt er einen Gastvortrag an der New York State College of Ceramics an der Alfred University. 2000 nahm er am Internationalen Keramiksymposium in Somero, Finnland und St. Petersburg, Russland teil. 2005 besuchte er ein Internationales Keramiksymposium in Kohila, Estland.
Seit 2010 besteht eine Ateliergemeinschaft mit Anja Blossey.

## Ausstellungen
- 1979: Experimentelle Keramik im Museum Behnhaus zu Lübeck und Keramik im Westerwald
- 1980: Biennale in Vallauris (Frankreich)
- 1981: Transamazonica – Rolf Simon-Weidner : Keramik : Kunsthalle zu Kiel und Schleswig-Holsteinischer Kunstverein[4]
- 1983: Frische Kunst erhält gesund : Elsbeth Arlt, Ioerg B., U.D. Baauer, René Goffin, Raffael Rheinsberg, Annemarie Schulte-Wülwer, Rolf Simon-Weidner, Gudrun Wassermann. Kunsthalle Kiel; Museum für Kunst und Kulturgeschichte, Lübeck; Städtisches Museum Flensburg[5]
- 1983: Forum Form Clemenswerth; 46. Ausstellung : Material wird Kunst : Rudolf Hermann Holst: Objekte : Rolf Simon-Weidner: keramische Objekte und Zeichnungen.[6]
- 1986: Keramik und Malerei in der Staatlichen Akademie der Bildenden Künste in Stuttgart[7]
- 1986: Kunsthalle zu Kiel
- 1989: Keramik und Malerei in der Internationalen Bibliothek in Bordighera (Italien)
- 1995: Galerie am Markt in Weimar[8]
- 2002: Laterna Magica in Helsinki[9]
- 2011: Einzigartige Malerei und Keramik, Eckernförder Museum
- 2015: andersartig, Zeitgenössische Kunst der Künstlergruppe Sjählö9, Finnland-Institut in Berlin[10]
- 2015: Moderne europäische Keramik, Museum Eckernförde

## Preise
- 1979: Deutscher Keramikpreis Westerwald
- 1980: Kulturpreis Keramik der Kulturstiftung Frechen
- 1984: Henri-Matisse-Preis für Skulptur in Nizza